# Mas-Blanc-des-Alpilles
Mas-Blanc-des-Alpilles è un comune francese di 512 abitanti situato nel dipartimento delle Bocche del Rodano della regione della Provenza-Alpi-Costa Azzurra. La città deve il suo predicato al vicino massiccio delle Alpilles.

## Società

### Evoluzione demografica
Abitanti censiti